# Zwarte fluweelvleermuis
De zwarte fluweelvleermuis (Molossus rufus)  is een zoogdier uit de familie van de bulvleermuizen (Molossidae). De wetenschappelijke naam van de soort werd voor het eerst geldig gepubliceerd door É. Geoffroy in 1805.

## Kenmerken
Fluweelvleermuizen hebben een donkere, fluweelzachte vacht. De lichaamslengte bedraagt 7 tot 10 cm, de staartlengte 4 tot 5 cm en het gewicht 30 tot 40 gram.

## Leefwijze
Deze vleermuis is vanaf de schemering actief, maar vooral ’s nachts wordt er gejaagd op insecten, die in grote hoeveelheden worden verzameld in de wangzakken, waarna ze bij terugkeer op de rustplaats worden opgegeten. De insecten komen op de straatverlichting af in stedelijke gebieden, waar de vleermuis overdag rust in gebouwen. Ook midden in de nacht nemen ze vaak een rustpauze, net als overdag.

## Verspreiding
Deze  in groepsverband levende soort komt algemeen voor in tropische bossen, open habitats, langs zeekusten, maar ook in stedelijke gebieden van Mexico tot centraal Zuid-Amerika in Tamaulipas, Michoacan, van Sinaloa (Mexico) tot Peru, Noord-Argentinië, Brazilië, Guyana en Trinidad.

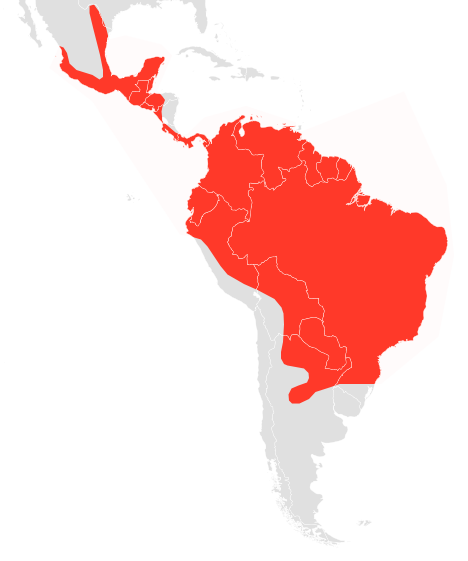
Verspreidingsgebied